# Blauer See (Lünne)
Der Blaue See (früher auch als Herta-See bekannt) ist eine ehemalige Tonkuhle (ein Ziegelteich) in der Gemeinde Lünne im Landkreis Emsland. Er liegt südwestlich der Ortschaft Lünne in einer ländlichen Umgebung. Im Norden und Osten liegen landwirtschaftliche Nutzflächen, im Westen schließt sich ein weiterer See an.
Der See ist ab 1936 durch Tonentnahme für ehemalige Ziegeleien und für die Auskofferung des Dortmund-Ems-Kanals entstanden. Er dient heute als Bade- und Angelsee und der Naherholung. Die Ufergrundstücke sind überwiegend mit Wochenendhäusern bebaut. Am Nordufer des Sees liegt eine Badestelle mit einem rund 50 m langen Sandstrand und einer Liegewiese. Am Rand der Liegewiese befindet sich ein Gastronomiebetrieb. Nordöstlich des Sees befindet sich ein Campingplatz.
Direkt südlich des Blauen Sees liegt der Lünner See.